# Xingping (Shaanxi)
Pour l’article homonyme, voir Xingping (Guangxi).
Xingping (兴平 ; pinyin : Xīngpíng) est une ville de la province du Shaanxi en Chine. C'est une ville-district placée sous la juridiction administrative de la ville-préfecture de Xianyang.

## Démographie
La population du district était de 539 329 habitants en 1999.

## Galerie

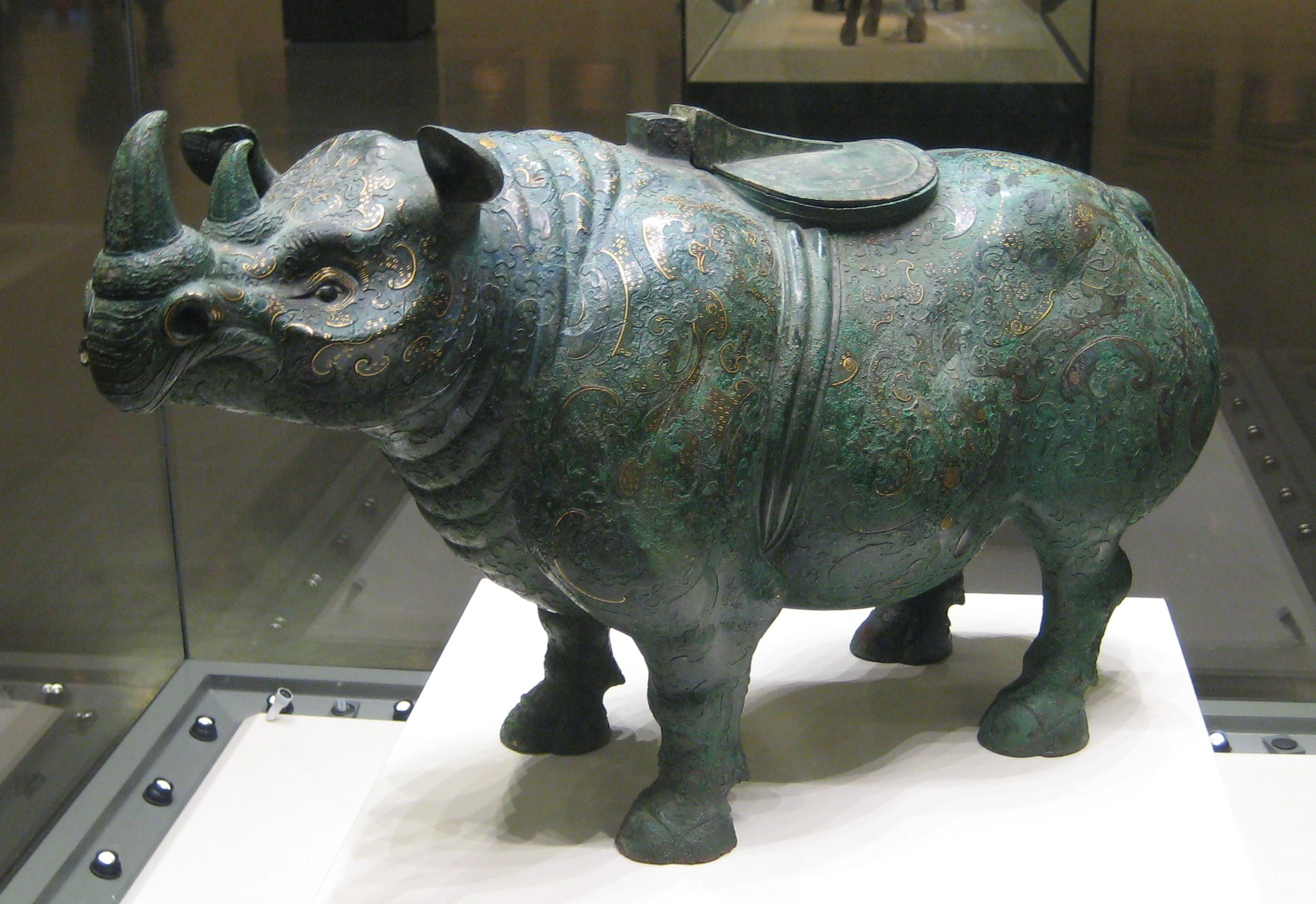
Un zun (vase en bronze) en forme de rhinocéros datant de la dynastie des Han occidentaux déterré à Doumacun dans la ville-district de Xingping